# Gabriele Albertini
Gabriele Albertini (Milano, 6 luglio 1950) è un politico e imprenditore italiano, sindaco di Milano dal 1997 al 2006.
È stato anche europarlamentare dal 2004 al 2013 e successivamente senatore per la XVII legislatura dal 2013 al 2018

## Biografia
Di educazione cattolica, si è diplomato presso l'Istituto Leone XIII ed ha conseguito la laurea all'università Statale in giurisprudenza. Dal 1974 è alla guida, con il fratello Carlo Alberto, dell'azienda di famiglia, la "Cesare Albertini S.p.A.", fondata dal padre Cesare nell'ottobre del 1932 e acquisita alla fine del 2017 dal Gruppo Bosch GmbH, che si occupa di pressofusioni in alluminio.
Ha ricoperto numerose cariche in Confindustria e in Assolombarda, dove è stato vicepresidente, oltre a essere stato presidente della Piccola Industria. Nel 1996 viene eletto presidente di Federmeccanica (Federazione sindacale dell'industria metalmeccanica italiana). Sin da giovane, ha visto nella figura dell'imprenditore un "portatore di ideali di civiltà", attribuendogli "un certo spirito missionario". Di sé dirà: "Io, come industriale, mi considero uno dei più grandi rivoluzionari della storia, perché chi ha cambiato l'uomo, chi ha rivoluzionato l'individuo, non è stata la rivoluzione marxista, è stata l'industrializzazione".

### Sindaco di Milano

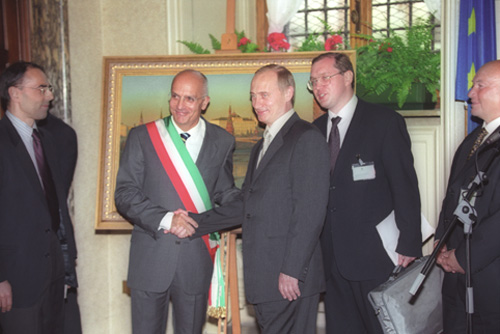
Albertini, allora sindaco di Milano, con il Presidente della Federazione Russa Vladimir Putin (2000)

Nel 1997 è stato candidato da Silvio Berlusconi a sindaco di Milano con il sostegno del Polo per le Libertà (Forza Italia, Alleanza Nazionale, CCD, CDU) ed ha vinto le elezioni amministrative al ballottaggio, con il 53,14% dei consensi (40,7% al primo turno), contro il candidato dell'Ulivo (PDS, PPI, Verdi, Italia Democratica) Aldo Fumagalli (46,86%, 27,5% al primo turno), succedendo a Marco Formentini. In occasione delle successive elezioni comunali, nel 2001, si è nuovamente candidato con il centro-destra (FI, AN, Lega, UdC) per un secondo mandato ed è stato riconfermato come primo cittadino al primo turno ottenendo il 57,54% delle preferenze, contro il 30,47% dello sfidante di centro-sinistra Sandro Antoniazzi (sostenuto da DS, Margherita, Rifondazione Comunista, PdCI, SDI).
1. ↑   senato.it - Composizione del Gruppo Scelta Civica per l'Italia.
2. ↑  Il Giornale, 26 gennaio 1980.
3. ↑  Alberto Mazzuca, Confindustria una poltrona che scotta, Milano, Edizioni Sphyrna, 1981, pp. 216-217.

.
Durante il periodo alla guida del capoluogo lombardo si definiva ironicamente "l'amministratore di condominio" ed ha avviato numerosi progetti di riqualificazione della città, dalla vecchio polo fieristico, alla zona Porta Nuova-Varesine fino alla nuova fiera di Rho-Pero. Le sue giunte hanno lanciato nuovi progetti di espansione della metropolitana e portato a compimento le linee metrotranviarie di superficie volute dalla precedente amministrazione Formentini. Ha rilanciato la Triennale e il ruolo di Milano come una delle capitali mondiali della moda e del design, valorizzando notevolmente gli eventi della fashion week e del Fuori Salone e prestandosi anche a sfilare in mutande (di cachemire) per lo stilista Valentino. Dichiarerà: "Teo Teocoli ne ha fatto poi una simpatica imitazione... ma è stata un'esperienza che mi ha aiutato a non prendermi troppo sul serio".
Nel 2005 rifiutò di concedere il patrocinato del comune di Milano al gay pride; per tale motivo venne a più riprese intonato il coro "Albertini vieni giù, che sei frocio pure tu" nel corso delle dimostrazioni degli attivisti LGBT sotto Palazzo Marino, sede dell'amministrazione cittadina.

#### Il caso Milano-Serravalle
Il 29 luglio 2005 la provincia di Milano ha acquistato, al prezzo di 8,831 euro per azione, tramite la società Asam, il 15% delle azioni della società Milano Serravalle-Milano Tangenziali. Albertini giudicò il prezzo troppo alto e sollevò il problema in varie sedi politiche e giurisdizionali, sostenendo che il patto di sindacato fra provincia e comune rendesse l'acquisto superfluo al fine di mantenere il controllo pubblico sulla società, e continuò a sostenere l'illiceità dell'operazione anche al termine del suo mandato, accusando vari organi inquirenti di aver prestato poca attenzione all'accaduto e alle quattro denunce da lui presentate.
A seguito delle denunce di Albertini il caso, nel 2013, è stato oggetto di procedimento presso la Corte dei Conti della Lombardia e di un'indagine penale presso la procura di Monza. La procura della Corte dei Conti ha accertato un danno erariale di 118 milioni di euro.
Nel 2018 la Sezione seconda giurisdizionale centrale d'appello della Corte dei Conti ha condannato Penati & c.
Nel 2021 la Corte di Cassazione conferma e rende definitiva la condanna a risarcire (PDF). respingendo il  ricorso di legittimità con la sentenza di appello. .

### Commissario straordinario
Gabriele Albertini è stato nominato commissario straordinario per il traffico il 15 novembre 2001 e del sistema di depurazione delle acque della città di Milano. Durante la sua gestione commissariale sono stati messi in funzione i depuratori di Nosedo e Ronchetto delle Rane ed il raddoppio del già esistente impianto di Peschiera Borromeo. Albertini ha avuto poteri commissariali per la gestione del traffico dal 2001 al 2006. In virtù di tali poteri, ha avviato i progetti ed aperto i cantieri del piano parcheggi; per 200.000 posti sotterranei, delle due nuove linee di metropolitana (4 e 5) e dei prolungamenti delle linee esistenti verso l'Hinterland.

### Eurodeputato
Alle consultazioni del 2004 viene eletto europarlamentare per la lista di Forza Italia nella circoscrizione Italia nord-occidentale, con 140.383 preferenze. Tale elezione fu resa possibile da una norma transitoria della legge 8 aprile 2004, n. 90 che gli consentì di candidarsi senza dover lasciare il ruolo di primo cittadino milanese, una legge che molti definirono "ad personam".
Iscritto al Partito Popolare Europeo è stato vicepresidente della commissione per i trasporti e il turismo, membro sostituto della commissione per l'industria, la ricerca e l'energia, vicepresidente della delegazione per le relazioni con l'Assemblea parlamentare della NATO, membro della delegazione per le relazioni con gli Stati Uniti e della delegazione per le relazioni con Israele.
È stato rieletto al Parlamento Europeo nelle elezioni del 6-7 giugno 2009 nella circoscrizione Italia nord-occidentale per il PdL con 67.128 voti di preferenza. Nel corso di questo secondo mandato è stato Presidente della Commissione per gli affari esteri, organo cui spetta l'indirizzo di politica estera dell'Europa nelle relazioni e con gli altri Stati.
Senatore della Repubblica dal marzo del 2013, inizialmente membro della Commissione Giustizia e Difesa, in seguito anche membro della Commissione Affari Costituzionali e Presidente della "sottocommissione pareri" della commissione Giustizia.

### Corsa alla Presidenza della Regione Lombardia
Il 22 dicembre 2012 ufficializza la sua candidatura alla presidenza della Regione Lombardia nelle elezioni anticipate del 2013 del 24 e 25 febbraio, sostenuto da una coalizione formata dall'UdC, da FLI, da Italia Futura di Montezemolo e dall'Unione Padana (quest'ultima composta da deputati leghisti uscenti in disaccordo con Maroni, come dichiarato dallo stesso Albertini). La candidatura è stata appoggiata da Mario Monti. Nel frattempo il suo partito, il PdL, annuncia il proprio appoggio alla candidatura per il centro-destra del leghista Roberto Maroni.
Alle elezioni regionali lombarde del 24 e 25 febbraio, vinte dalla coalizione di centro-destra a sostegno di Maroni, la lista di Albertini ottiene appena il 4,12% (236 597 voti) delle preferenze e non ottiene alcun seggio al Consiglio regionale lombardo.

### Elezione a Senatore: SC, NCD e AP
Alle elezioni politiche del febbraio 2013 si presenta come capolista anche per il Senato, nella circoscrizione Lombardia, con il partito Scelta Civica con Monti per l'Italia, e viene eletto.
Il 10 dicembre 2013 aderisce al gruppo parlamentare Per l'Italia.
Il 1º marzo 2014 ufficializza la sua adesione al partito di Angelino Alfano, il Nuovo Centrodestra.
Si candida alle elezioni europee del 2014 nella circoscrizione Italia nord-occidentale (che raccoglie i collegi di Lombardia, Piemonte, Liguria e Valle d'Aosta) per il Nuovo Centrodestra - Unione di Centro, ma con 11.474 preferenze non viene eletto.
Il 12 aprile 2016 viene ufficializzato come capolista a sostegno del candidato sindaco di Milano per il centro-destra Stefano Parisi, suo city manager quando era sindaco; raccoglie 1376 preferenze, risultando l'unico eletto della lista civica: "energie per Milano", tuttavia lascia il seggio al 2º classificato per numero di voti di preferenza Manfredi Palmeri (a vincere le elezioni è invece il centro-sinistra con il proprio candidato Giuseppe Sala).
Terminata l'esperienza nel partito di Alfano (per ultimo Alternativa Popolare) e quella da senatore, nel 2018 sostiene i candidati della lista di Parisi alle regionali in Lombardia a sostegno del candidato di centro-destra, il leghista Attilio Fontana, dopo aver rifiutato la candidatura con il centro-sinistra.

### Sviluppi successivi
In vista delle elezioni comunali a Milano in programma nel 2021, il segretario della Lega Matteo Salvini ha proposto di candidare nuovamente Albertini a sindaco per la coalizione di centro-destra, contrapponendolo al sindaco uscente di centro-sinistra Giuseppe Sala, candidatosi per un secondo mandato. Albertini, in una lettera pubblicata sul quotidiano Libero il 6 maggio 2021, ha tuttavia declinato l'offerta, affermando di "voler dare priorità alla famiglia"; il centro-destra sceglierà poi di proporre per la poltrona di Palazzo Marino il medico pediatra Luca Bernardo, sconfitto pesantemente da Sala al primo turno elettorale.
In vista delle elezioni politiche anticipate del 2022, Albertini lancia, insieme al deputato Guido Della Frera e altri dirigenti lombardi, un appello a Carlo Calenda e Matteo Renzi per costruire un "terzo polo" liberale nel segno della cosiddetta "Agenda Draghi".
Nel 2023 annuncia il suo ritorno in Forza Italia.

## Opere
- Nella stanza del sindaco (con Carlo Maria Lomartire), Milano, Mondadori collana Oscar saggi, 2006.
- Sindaco senza frontiere. Fatti e idee per un condominio globale, Genova, Marietti Editore, 2008.
- La lezione di Milano (a cura di Mario Paternostro), Genova, De Ferrari, 2012.
- Rivoglio la mia Milano (con Sergio Rotondo, prefazione di Francesco Alberoni, postfazione di Vittorio Feltri), Genova, De Ferrari 2021.